# Interruzione di gravidanza in Francia
L'aborto in Francia è legale su richiesta fino a 14 settimane dopo il concepimento (16 settimane dopo l'ultimo periodo mestruale).
Gli aborti nelle fasi successive della gravidanza sono consentiti solamente se due medici certificano che l'aborto sarà eseguito per prevenire gravi lesioni permanenti alla salute fisica o mentale della donna incinta; un rischio per la vita della donna incinta; o che il bambino soffrirà di una malattia particolarmente grave riconosciuta incurabile. La legalizzazione si realizzò grazie alla Legge Veil nel 1975.
Nel marzo 2024 la Francia è stato il primo paese al mondo a inserire la libertà della donna di accedere all'interruzione volontaria di gravidanza in Costituzione.

## Liberalizzazione del XXI secolo
Diverse riforme hanno avuto luogo nel XXI secolo, liberalizzando ulteriormente l'accesso all'aborto. Il limite di dieci settimane è stato esteso fino alla dodicesima settimana del 2001; inoltre, sempre a partire da quell'anno, le ragazze ancora minorenni non hanno più bisogno del consenso preventivo dei genitori obbligatorio.
Un'adolescente incinta di età inferiore ai 18 anni può richiedere un aborto senza prima consultare i suoi genitori se è accompagnata in clinica da un adulto a sua scelta, che non deve informare né i suoi genitori o terzi sull'aborto. Fino al 2015 la legge imponeva un periodo di "sospensione" di sette giorni tra la prima richiesta del paziente e una dichiarazione scritta che confermava la sua decisione (il ritardo poteva essere ridotto a due giorni se il paziente si avvicinava a 12 settimane).
Tale periodo di attesa obbligatorio è stato abolito a partire dal 9 aprile del 2015.

## Prevalenza
A partire dal 2009 il tasso di aborti era di 17,4 per 1000 donne di età compresa tra i 15 e i 44 anni, in lieve aumento rispetto al 2002 corrispondente a 16,9 aborti per 1000.